# Šetonje
Šetonje es un pueblo ubicado en la municipalidad de Petrovac, en el distrito de Braničevo, Serbia.

## Superficie
Posee una superficie de 35,93 kilómetros cuadrados.

## Demografía
Hasta 2011 la población era de 1405 habitantes, con una densidad de población de 39,10 habitantes por kilómetro cuadrado.